# Indian Wells Open 2023 - Qualificazioni singolare maschile
Le qualificazioni del singolare maschile del Indian Wells Open 2023 sono state un torneo di tennis preliminare per accedere alla fase finale della manifestazione. I vincitori dell'ultimo turno sono entrati di diritto nel tabellone principale. In caso di ritiro di uno o più giocatori aventi diritto a giocare nel tabellone principale, a questi sono subentrati i lucky loser, ossia i giocatori che avevano le classifiche più alte tra quelli che avevano perso nel turno finale.

## Teste di serie
1. Dušan Lajović (primo turno, ritirato)
2. Nuno Borges (primo turno)
3. Denis Kudla (primo turno)
4. Emilio Gómez (primo turno)
5. Christopher O'Connell (primo turno)
6. Zhang Zhizhen (qualificato)
7. Alexei Popyrin (ultimo turno, lucky loser)
8. Cristian Garín (qualificato)
9. Thanasi Kokkinakis (qualificato)
10. Christopher Eubanks (primo turno)
11. Radu Albot (ultimo turno, lucky loser)
12. Francesco Passaro (ultimo turno, ritirato)

1. Matteo Arnaldi (ultimo turno)
2. Yosuke Watanuki (primo turno)
3. Aleksandr Ševčenko (primo turno)
4. Rinky Hijikata (qualificato)
5. Tarō Daniel (qualificato)
6. Borna Gojo (qualificato)
7. Leandro Riedi (qualificato)
8. Tomáš Macháč (ritirato)
9. Steve Johnson (primo turno)
10. Jan-Lennard Struff (qualificato)
11. Pavel Kotov (primo turno)
12. Filip Misolic (ultimo turno)

## Qualificati
1. Rinky Hijikata
2. Borna Gojo
3. Leandro Riedi
4. Aleksandar Vukic
5. Alejandro Tabilo
6. Zhang Zhizhen

1. Tarō Daniel
2. Cristian Garín
3. Thanasi Kokkinakis
4. Maximilian Marterer
5. Jan-Lennard Struff
6. Wu Tung-lin

### Lucky loser
1. Alexei Popyrin

1. Radu Albot

## Tabellone

### Legenda
| - Q = Qualificato - WC = Wild card - LL = Lucky loser | - ALT = Alternate - SE = Special Exempt - PR = Protected Ranking | - w/o = Walkover - r = Ritirato - d = Squalificato |

### Sezione 1
|  | Primo turno | Primo turno           | Primo turno | Primo turno | Primo turno |  |  | Ultimo turno | Ultimo turno    | Ultimo turno    | Ultimo turno | Ultimo turno |  |
|  |             |                       |             |             |             |  |  |              |                 |                 |              |              |  |
|  | 1           | Dušan Lajović         | 2           | 1           | r           |  |  |              |                 |                 |              |              |  |
|  | WC          | Tennys Sandgren       | 6           | 4           |             |  |  | WC           | Tennys Sandgren | Tennys Sandgren | 3            | 3            |  |
|  |             | Felipe Meligeni Alves | 4           | 0           | r           |  |  | 16           | Rinky Hijikata  | Rinky Hijikata  | 6            | 6            |  |
|  | 16          | Rinky Hijikata        | 6           | 4           |             |  |  |              |                 |                 |              |              |  |

### Sezione 2
|  | Primo turno | Primo turno      | Primo turno      | Primo turno | Primo turno |  |  | Ultimo turno | Ultimo turno  | Ultimo turno  | Ultimo turno | Ultimo turno |  |
|  |             |                  |                  |             |             |  |  |              |               |               |              |              |  |
|  | 2           | Nuno Borges      | 6                | 3           | 2           |  |  |              |               |               |              |              |  |
|  |             | Pablo Andújar    | 3                | 6           | 6           |  |  |              | Pablo Andújar | Pablo Andújar | 1            | 4            |  |
|  |             | Andrea Collarini | Andrea Collarini | 2           | 2           |  |  | 18           | Borna Gojo    | Borna Gojo    | 6            | 6            |  |
|  | 18          | Borna Gojo       | Borna Gojo       | 6           | 6           |  |  |              |               |               |              |              |  |

### Sezione 3
|  | Primo turno | Primo turno      | Primo turno | Primo turno | Primo turno |  |  | Ultimo turno | Ultimo turno     | Ultimo turno     | Ultimo turno | Ultimo turno |  |
|  |             |                  |             |             |             |  |  |              |                  |                  |              |              |  |
|  | 3           | Denis Kudla      | 4           | 6           | 5           |  |  |              |                  |                  |              |              |  |
|  |             | Alexandre Müller | 6           | 1           | 7           |  |  |              | Alexandre Müller | Alexandre Müller | 4            | 1            |  |
|  | WC          | Alex Michelsen   | 3           | 7           | 2           |  |  | 19           | Leandro Riedi    | Leandro Riedi    | 6            | 6            |  |
|  | 19          | Leandro Riedi    | 6           | 6           | 6           |  |  |              |                  |                  |              |              |  |

### Sezione 4
|  | Primo turno | Primo turno      | Primo turno     | Primo turno | Primo turno |  |  | Ultimo turno | Ultimo turno     | Ultimo turno     | Ultimo turno | Ultimo turno |  |
|  |             |                  |                 |             |             |  |  |              |                  |                  |              |              |  |
|  | 4           | Emilio Gómez     | 2               | 6           | 2           |  |  |              |                  |                  |              |              |  |
|  |             | Aleksandar Vukic | 6               | 2           | 6           |  |  |              | Aleksandar Vukic | Aleksandar Vukic | 6            | 6            |  |
|  | PR          | Roberto Marcora  | Roberto Marcora | 6           | 6           |  |  | PR           | Roberto Marcora  | Roberto Marcora  | 3            | 1            |  |
|  | Alt         | Stefan Kozlov    | Stefan Kozlov   | 1           | 3           |  |  |              |                  |                  |              |              |  |

### Sezione 5
|  | Primo turno | Primo turno           | Primo turno | Primo turno | Primo turno |  |  | Ultimo turno | Ultimo turno     | Ultimo turno | Ultimo turno | Ultimo turno |  |
|  |             |                       |             |             |             |  |  |              |                  |              |              |              |  |
|  | 5           | Christopher O'Connell | 3           | 7           | 5           |  |  |              |                  |              |              |              |  |
|  |             | Alejandro Tabilo      | 6           | 5           | 7           |  |  |              | Alejandro Tabilo | 6            | 4            | 6            |  |
|  | WC          | Zachary Svajda        | 4           | 6           | 7           |  |  | WC           | Zachary Svajda   | 3            | 6            | 4            |  |
|  | 21          | Steve Johnson         | 6           | 4           | 64          |  |  |              |                  |              |              |              |  |

### Sezione 6
|  | Primo turno | Primo turno     | Primo turno     | Primo turno | Primo turno |  |  | Ultimo turno | Ultimo turno   | Ultimo turno | Ultimo turno | Ultimo turno |  |
|  |             |                 |                 |             |             |  |  |              |                |              |              |              |  |
|  | 6           | Zhang Zhizhen   | Zhang Zhizhen   | 6           | 7           |  |  |              |                |              |              |              |  |
|  |             | Elias Ymer      | Elias Ymer      | 3           | 6           |  |  | 6            | Zhang Zhizhen  | 610          | 6            | 7            |  |
|  |             | Shang Juncheng  | Shang Juncheng  | 7           | 7           |  |  |              | Shang Juncheng | 7            | 3            | 65           |  |
|  | 14          | Yosuke Watanuki | Yosuke Watanuki | 6(1)        | 63          |  |  |              |                |              |              |              |  |

### Sezione 7
|  | Primo turno | Primo turno    | Primo turno    | Primo turno | Primo turno |  |  | Ultimo turno | Ultimo turno   | Ultimo turno | Ultimo turno | Ultimo turno |  |
|  |             |                |                |             |             |  |  |              |                |              |              |              |  |
|  | 7           | Alexei Popyrin | Alexei Popyrin | 6           | 7           |  |  |              |                |              |              |              |  |
|  | PR          | Bradley Klahn  | Bradley Klahn  | 4           | 63          |  |  | 7            | Alexei Popyrin | 4            | 6            | 1            |  |
|  |             | Nick Hardt     | 7              | 1           | 4           |  |  | 17           | Tarō Daniel    | 6            | 4            | 6            |  |
|  | 17          | Tarō Daniel    | 5              | 6           | 6           |  |  |              |                |              |              |              |  |

### Sezione 8
|  | Primo turno | Primo turno    | Primo turno    | Primo turno | Primo turno |  |  | Ultimo turno | Ultimo turno   | Ultimo turno   | Ultimo turno | Ultimo turno |  |
|  |             |                |                |             |             |  |  |              |                |                |              |              |  |
|  | 8           | Cristian Garín | Cristian Garín | 7           | 7           |  |  |              |                |                |              |              |  |
|  | WC          | Learner Tien   | Learner Tien   | 5           | 67          |  |  | 8            | Cristian Garín | Cristian Garín | 6            | 6            |  |
|  |             | João Sousa     | 68             | 6           | 3           |  |  | 24           | Filip Misolic  | Filip Misolic  | 4            | 2            |  |
|  | 24          | Filip Misolic  | 7              | 2           | 6           |  |  |              |                |                |              |              |  |

### Sezione 9
|  | Primo turno | Primo turno        | Primo turno        | Primo turno | Primo turno |  |  | Ultimo turno | Ultimo turno       | Ultimo turno       | Ultimo turno | Ultimo turno |  |
|  |             |                    |                    |             |             |  |  |              |                    |                    |              |              |  |
|  | 9           | Thanasi Kokkinakis | Thanasi Kokkinakis | 7           | 6           |  |  |              |                    |                    |              |              |  |
|  | PR          | Yūichi Sugita      | Yūichi Sugita      | 65          | 3           |  |  | 9            | Thanasi Kokkinakis | Thanasi Kokkinakis | 6            | 6            |  |
|  |             | Lloyd Harris       | Lloyd Harris       | 4           | 3           |  |  | 13           | Matteo Arnaldi     | Matteo Arnaldi     | 4            | 4            |  |
|  | 13          | Matteo Arnaldi     | Matteo Arnaldi     | 6           | 6           |  |  |              |                    |                    |              |              |  |

### Sezione 10
|  | Primo turno | Primo turno         | Primo turno | Primo turno | Primo turno |  |  | Ultimo turno | Ultimo turno        | Ultimo turno        | Ultimo turno | Ultimo turno |  |
|  |             |                     |             |             |             |  |  |              |                     |                     |              |              |  |
|  | 10          | Christopher Eubanks | 6           | 5           | 3           |  |  |              |                     |                     |              |              |  |
|  |             | Maximilian Marterer | 4           | 7           | 6           |  |  |              | Maximilian Marterer | Maximilian Marterer | 6            | 7            |  |
|  |             | Emilio Nava         | 7           | 62          | 6           |  |  |              | Emilio Nava         | Emilio Nava         | 1            | 64           |  |
|  | 23          | Pavel Kotov         | 5           | 7           | 3           |  |  |              |                     |                     |              |              |  |

### Sezione 11
|  | Primo turno | Primo turno          | Primo turno          | Primo turno | Primo turno |  |  | Ultimo turno | Ultimo turno       | Ultimo turno       | Ultimo turno | Ultimo turno |  |
|  |             |                      |                      |             |             |  |  |              |                    |                    |              |              |  |
|  | 11          | Radu Albot           | Radu Albot           | 6           | 6           |  |  |              |                    |                    |              |              |  |
|  |             | Mattia Bellucci      | Mattia Bellucci      | 3           | 4           |  |  | 11           | Radu Albot         | Radu Albot         | 64           | 3            |  |
|  |             | Geoffrey Blancaneaux | Geoffrey Blancaneaux | 4           | 2           |  |  | 22           | Jan-Lennard Struff | Jan-Lennard Struff | 7            | 6            |  |
|  | 22          | Jan-Lennard Struff   | Jan-Lennard Struff   | 6           | 6           |  |  |              |                    |                    |              |              |  |

### Sezione 12
|  | Primo turno | Primo turno        | Primo turno | Primo turno | Primo turno |  |  | Ultimo turno | Ultimo turno      | Ultimo turno | Ultimo turno | Ultimo turno |  |
|  |             |                    |             |             |             |  |  |              |                   |              |              |              |  |
|  | 12          | Francesco Passaro  | 6           | 4           | 6           |  |  |              |                   |              |              |              |  |
|  | WC          | Mitchell Krueger   | 4           | 6           | 0           |  |  | 12           | Francesco Passaro | 2            | 0            | r            |  |
|  |             | Wu Tung-lin        | 6           | 65          | 6           |  |  |              | Wu Tung-lin       | 6            | 3            |              |  |
|  | 15          | Aleksandr Ševčenko | 2           | 7           | 3           |  |  |              |                   |              |              |              |  |